# Jean-Jacques Caminade de Chatenet
Jean-Jacques Caminade de Chatenet, seigneur de Nieul, Mornac et autres lieux, est un homme politique français né le 21 septembre 1751 à Paris et mort à Cognac le 24 juin 1820.

## Biographie
Fils du Jean Caminade, banquier parisien et officier de la Maison du roi, et de Marie-Anne de Chaloppin, et frère de Claude-Olivier Caminade de Castre et de Marc-Alexandre Caminade, il devient conseiller du roi et receveur des domaines du comte d'Artois en Angoumois, et leur avocat au siège royal de Cognac.
Il acquiert de son frère aîné le château de Châtenay au cours des années 1780.
Appartenant au cercle des notables locaux, il participe à la rédaction des cahiers de doléances de la ville et devient président de l’administration du département de la Charente en 1795, puis sous-préfet de Cognac en 1804. 
Il est député de la Charente en 1815, pendant les Cent-Jours.
Il est le père d'Augustin Caminade de Chatenet.

## Sources
- « Jean-Jacques Caminade de Chatenet », dans Adolphe Robert et Gaston Cougny, Dictionnaire des parlementaires français, Edgar Bourloton, 1889-1891 [détail de l’édition]
- Louis Bergès, Jean Valette, Jean Cavignac, Guy Chaussinand-Nogaret, Grands notables du Premier Empire: notices de biographie sociale, 1978